# Ферара (Кјети)
Ферара (итал. Ferrara) је насеље у Италији у округу Кјети, региону Абруцо.
Према процени из 2011. у насељу је живело 130 становника. Насеље се налази на надморској висини од 23 м.